# Sulby (Northamptonshire)
Sulby – osada w Anglii, w hrabstwie Northamptonshire, w dystrykcie (unitary authority) West Northamptonshire. Leży 23 km na północny zachód od miasta Northampton i 119 km na północny zachód od Londynu.